# Maxim Maximovič Litvinov
Maxim Maximovič Litvinov (rusky Максим Максимович Литвинов, rodným jménem Meir Henoch Mojsejevič Wallach-Finkelstein; 17. července 1876, Bělostok – 31. prosince 1951, Moskva) byl ruský židovský revolucionář a třetí sovětský lidový komisař pro zahraniční věci v letech 1930–1939.

## Období do roku 1918
Narodil se do bohaté židovské rodiny v Bělostoku v podleské oblasti Mosesovi a Anně Wallachovým. Po vystudování místního gymnázia sloužil v letech 1893 až 1898 v ruské armádě, a to v městě Baku. V roce 1898 vstoupil do Ruské sociálně demokratické dělnické strany. Jelikož tato strana byla ilegální, měli její členové tendence užívat pseudonymy. Meir Henoch si vybral Maxim Litvinov, ale byl také znám jako Papaša a Maximovič, psal i pod jmény M. G. Harrison a David Mordechaj Finkelstein. Jeho prvním stranickým úkolem byla propaganda v Černigovské oblasti.
V roce 1900 se stal členem Kyjevského stranického výboru, ale celý výbor byl zatčen o rok později. Po 18 měsících vězení se mu podařilo, spolu s 11 dalšími vězni, uprchnout z lukjanivské věznice a následně do Švýcarska, kde poté pracoval v revolučních novinách Iskra. V roce 1903 se spojil s bolševickou frakcí ve straně a vrátil se do Ruska. Po revoluci v roce 1905 se stal editorem prvních legálních stranických novin Novaja Žizň v Petrohradě. Když ruská vláda dala pokyn k zatýkání bolševiků v roce 1906, Litvinov opustil zemi a strávil dalších 10 let v Londýně, kde aktivně působil v Mezinárodním socialistickém byru. Také spolupracoval s Leonidem Krasinem, Georgijem Čičerinem a dalšími revolucionáři, pro které získával peníze. V Anglii se také seznámil se svojí ženou Ivy Loweovou. V roce 1907 byl vyslán na Mezinárodní socialistický kongres.

## Období 1918–1938
Po Říjnové revoluci byl Litvinov pověřen Leninem jako sovětský zástupce v Británii. Nebyl však nikdy v této funkci oficiálně akreditován, byl zatčen a následně vyměněn za britského zástupce v Rusku Roberta Lockharta. Poté působil jako sovětský diplomat. Byla to převážně jeho zásluha, že Británie ukončila ekonomickou blokádu Ruska. Také vyjednal několik obchodních dohod s evropskými státy. V únoru 1929 podepsal tzv. Litvinovův pakt v Moskvě, který zaručoval, že signatáři (SSSR, Polsko, Rumunsko, Lotyšsko a Estonsko) nepoužijí vojenskou sílu k prosazení svých stanovisek. V roce 1930 byl jmenován lidovým komisařem zahraničních věcí. Jako zastánce kolektivní bezpečnosti horlivě usiloval o sblížení s Francií a Velkou Británií. Od Československa neustále požadoval, aby vláda v Praze uznala SSSR jako jediného představitele Ruska. V roce 1933 přesvědčila jeho administrativa Spojené státy americké k uznání Sovětského svazu. Prosadil také účast SSSR ve Společnosti národů.
Litvinov se snažil orientovat sovětskou zahraniční politiku na spojenectví se západními mocnostmi proti nacistickému Německu. Byl hlavním architektem smlouvy o vzájemné vojenské pomoci mezi Francií a Sovětským svazem z roku 1935, která byla reakci na vzrůstající agresivitou Německa. O několik dní později byla uzavřena Československo-sovětská smlouva o vojenské pomoci, ta však byla vázána na podmínku, že v případě napadení Německem zasáhne vojensky i Francie.

## Období po roce 1938
Politika appeasementu západních demokracií vůči nacistickému Německu, která vyvrcholila podepsáním Mnichovské dohody, vedla Stalina ke změně politiky a propuštění Litvinova. Vjačeslav Molotov přebral Litvinovův post 3. května 1939 v situaci, kdy komisariát zahraničních věcí obklíčen jednotkami NKVD, telefon na Litvinovovu daču byl odpojen a Litvinov sám byl spraven o svém propuštění následujícího rána Georgijem Malenkovem a Lavrentijem Berijou. Následně bylo mnoho bývalých Litvinovových spolupracovníků zatčeno a vyslýcháno. Ihned po výměně nařídil Josif Stalin Molotovovi vyčistit komisariát od Židů. Propuštěním Litvinova, jakožto zastánce kolektivní bezpečnosti se Západem, bylo umožněno bližší partnerství s nacistickým Německem.
Do politiky se Litvinov vrátil až po napadení SSSR Německem, kdy zastával funkci zástupce komisaře zahraničních věcí. V letech 1941–1943 pak působil jako velvyslanec v USA a výrazně se podílel na dohodě o zákonu o půjčce a pronájmu. Současně působil mezi lety 1942–1943 jako vyslanec na Kubě.
Po svých sedmdesátinách odešel v roce 1946 do výslužby, zemřel 31. prosince 1951 v moskevské nemocnici na následky třetího srdečního infarktu.